# 佩尼茨
佩尼茨是奥地利下奥地利州维也纳新城城郊县的一个市镇。总面积16.59平方公里，总人口2521人，人口密度152.0人/平方公里（2005年）。